# Olympische Sommerspiele 1956/Teilnehmer (Afghanistan)
| Gelbes Symbol für Goldmedaillen mit stilisierten Olympischen Ringen | Graues Symbol für Silbermedaillen mit stilisierten Olympischen Ringen | Braundes Symbol für Bronzemedaillen mit stilisierten Olympischen Ringen |
| ------------------------------------------------------------------- | --------------------------------------------------------------------- | ----------------------------------------------------------------------- |
| —                                                                   | —                                                                     | —                                                                       |

Afghanistan nahm nach einer achtjährigen Pause bei den Olympischen Sommerspielen 1956 im australischen Melbourne zum dritten Mal an Olympischen Spielen teil.
Das Land war mit seiner Hockeynationalmannschaft vertreten. Insgesamt traten 12 Athleten zu den Wettkämpfen an. Attaché der Mannschaft war P. W. Alexander.

## Teilnehmer nach Sportarten

### Hockey
- Afghanische Hockeynationalmannschaft → ausgeschieden als Dritter der Vorrunde
Ahmad Shah Abouwi
Bakhteyar Gulam Mangal
Abdul Kadir Nuristani
Din Mohammad Nuristani
Jahan Gulam Nuristani
Mohammad Amin Nuristani
Nour Ullah Nuristani
Ramazan Nuristani
Ghazi Salah-ud-din
Mohammad Anees Sherzai
Nasrullah Totakhail
Najam Yayah